# Іванина Нестор Титович
Нестор Титович Іванина (нар. 7 березня 1894 — 17 січня 1977) — український культурний діяч, письменник.

## Життєпис
Народився 7 березня 1894 р. в селі Карів Львівської області.
Нестор Іванина, син бідного селянина, з гімназії був взятий на фронт в австрійську армію, потрапив у російський полон у 1916 р. Після революції 1917 р. в Києві закінчив Другу українську гімназію імені Кирило-Мефодіївського братства.
Вчився в Українському університеті імені «Святого Володимира», перейменованому радянською владою в «Інститут народної освіти», який закінчив в 1923 р. Згодом повернувся до Карова і знову виїхав на навчання до Берліна, закінчив відділ історії Європи. Повернувшись до Львова, не міг знайти роботу, оскільки в той час на роботу брали тільки поляків.
Зневірившись знайти роботу хоча б шкільним вчителем, Нестор написав книгу — спомини «Залізні роки» і за гонорар, одержаний від «Просвіти», відкрив сільську крамничку. У 1939—1945 рр. Нестор Іванина працював викладачем Української Торговельної Школи та Української Гімназії у місті Грубешів, Холмщина (тепер Польща). Останні роки він проживав у Луцьку на Волині, працював викладачем у школі.
Помер 17 січня 1977 р., похований в Луцьку на Гнідавському цвинтарі.

## Творчість
Нестор Іванина — автор книг «Залізні роки» та «Данило Бережнний».
Спомини «Залізні Роки» — була заборонена книга. ЇЇ видали невеликим тиражем у листопаді 1937 року. Щоб зберегти пам'ять про велику людину, справжнього патріота України — Нестора Іванину, його діти та онуки зробили копію книги. Вона включена до списку літератури програми навчальної дисципліни «Історія України» для спеціальності «політологія» філософського факультету ЛНУ.